# Anomalipes
Anomalipes zhaoi is een theropode dinosauriër, behorend tot de Maniraptora, die tijdens het late Krijt leefde in het gebied van het huidige China.

## Vondst en naamgeving
In de eenentwintigste eeuw werden bij Kugou in Shandong opgravingen verricht. Daarbij werd de achterpoot gevonden van een kleine theropode.
In 2018 benoemden en beschreven Yu Yilun, Wang Kebai, Chen Shuqing, Corwin Sullivan, Wang Shuo, Wang Peiye en Xu Xing de typesoort Anomalipes zhaoi. De geslachtsnaam is afgeleid van het Latijn anomalus, "afwijkend", en pes, "voet", een verwijzing naar de bouw van het derde middenvoetsbeen. De soortaanduiding eert Zhao Xijin die veel opgravingen in de prefectuur Zhucheng geleid heeft.
Het holotype, ZCDM V0020, is gevonden in een laag van de Wanshigroep. Het bestaat uit een linkerachterpoot. Het omvat het dijbeen, het scheenbeen, het kuitbeen, een derde middenvoetsbeen en twee teenkootjes: het eerste van de vierde teen en de klauw van de tweede teen. De gewrichtsvlakken tussen bovenbeen en onderbeen ontbreken, evenals de enkelbeenderen. De botten zijn dan ook niet in verband gevonden. Desalniettemin nam men aan dat ze tot één enkel individu behoorden omdat ze op een kleine oppervlakte van drieduizend vierkante centimeter gevonden werden.

## Beschrijving
Het dijbeen heeft een geschatte lengte van dertig centimeter en het scheenbeen van zesendertig centimeter. Dat duidt op een lichaamslengte van zo'n tweeënhalve meter. Het gewicht werd aangegeven als tussen de dertig en veertig kilogram. Dat is vrij klein voor een caenagnathide maar vrij groot voor een oviraptoride.
De beschrijvers wisten enkele onderscheidende kenmerken aan te geven. Het zijn geen autapomorfieën maar een unieke combinatie van op zich niet unieke eigenschappen. DE kop van het dijbeen is van voor naar achter smal en iets naar achteren gericht. Op het dijbeen is de bijkomende trochanter laag. Op de zijkant van het dijbeen bevindt zich een richel. De vierde trochnater van het dijbeen is zwak ontwikkeld. Het derde middenvoetsbeen heeft een driehoekig bovenvlak, een uitstekende naar voren gerichte beenplaat op het bovendeel, een binnenste onderste gewrichtsknobbel die veel smaller is dan de buitenste, en een lengtegroeve op het onderste gewrichtsvlak. Bij het derde kootje van de tweede teen, dus de klauw, is de groeve aan de buitenzijde voor het gewrichtskapsel dieper en hoger gelegen dan de groeve aan de binnenzijde.
Het dijbeen heeft een bewaarde lengte van 277 millimeter. De extra trochanter, aan de voorste voorste basis van de trochanter minor, beslaat een kwart van de bovenste lengte van het dijbeen. Het scheenbeen heeft een bewaarde lengte van 325 millimeter.
Het derde middenvoetsbeen, 167 millimeter lang, is boven wat toegeknepen aan de achterzijde. Dat werd gezien als een begin van de arctometatarsale toestand, waarin het element sterk toegeknepen is. Het bot heeft een vreemde kruisvormige structuur aan de achterzijde, net als bij Gigantoraptor. De functie hiervan is onbekend. Het bot is nogal smal, veertienmaal langer dan breed.

## Fylogenie
Anomalipes werd binnen de Oviraptorosauria in de Caenagnathidae geplaatst, als zustersoort van Gigantoraptor. Gezien de beperkte resten en het ontbreken van duidelijke synapomorfieën van de Caenagnathidae, is het resultaat wat onzeker.